# WtFOCK
wtFOCK è una serie televisiva belga adolescenziale del 2018 creata da Cecilia Verheyden.

## Produzione
La serie è il remake della serie norvegese Skam iniziata nel 2015 e conclusa nel 2017. Come nella serie originale, wtFOCK riguarda la vita giornaliera di alcuni studenti di un liceo di Anversa e, inoltre, sul sito web ufficiale vengono pubblicate quotidianamente delle clip (che compongono un episodio) e anche alcuni messaggi dal punto di vista del personaggio protagonista della stagione.
Nel maggio 2020 vengono pubblicate 32 clip che formano la collezione wtFOCKdown, in cui i protagonisti mostrano quel che fanno durante la quarantena dovuta alla Pandemia di COVID-19 del 2019-2021.

## Personaggi e interpreti
- Jana Ackermans, interpretata da Femke Van Der Steen, protagonista della prima stagione.
- Zoë Loockx, interpretata da Veerle Dejaeger, protagonista della seconda stagione.
- Robbe IJzermans, interpretato da Willem Herbots, protagonista della terza stagione.
- Kato Fransen, interpretata da Romi Van Renterghem, protagonista della quarta stagione.
- Yasmina Ait Omar, interpretata da Nora Dari, protagonista della quinta stagione.
- Ada Konings, interpretata da Ella van Remortel, protagonista della sesta stagione.
- Anaïs Davis, interpretata da Laura Bekaert, protagonista della settima stagione.
- Otis Rojas, interpretato da Mathis Mavuela, protagonista dell'ottava stagione.
- Amber Snoeckx, interpretata da Nona Janssens.
- Luca Lomans, interpretata da Yara Yeyt.
- Jens Stoffels, interpretato da Nathan Bouts.
- Senne De Smet, interpretato da Nathan Naenen.
- Moyo Makadi, interpretato da Noa Tambwe Kabati.
- Britt Ingelbrecht, interpretata da Lilith Pas.
- Marie Eggermont, interpretata da Cassandra Krols.
- Luka Lemmens, interpretato da Maarten Cop.
- Milan Hendrickx, interpretato da Lars Brinkman.
- Sander Driesen, interpretato da Willem De Schryver.
- Aaron Jacobs, interpretato da Aaron Roggeman.
- Noor Bauwens, interpretata da Hanna Mensink.
- Younes El Amrani, interpretato da Ismaïl L'Hamiti.
- Elias Ait Omar, interpretato da Akram Saibari.
- Mila Minten, interpretata da Dara Oguntubi.
- Hanne Dewit, interpretata da Nona 't Jolle.
- Finn Verschaeren, interpretato da Mo Bakker.
- Noah Wolfs, interpretato da Junes Calaert.
- Bas Brosens, interpretato da Jul Goossens.
- Miro Goris, interpretato da Willem Loobuyck.
- Bobbie De Bruyn, interpretata da Nell Cattrysse.
- Liv Staton, interpretata da Lauren Versnick.
- Elias Paridiaens, interpretato da Brecht Dael.
- Jules Ghesquire, interpretato da Felix Meyer.

## Episodi

### Prima stagione
| Nº | Titolo originale                                                      | Prima TV         |
| -- | --------------------------------------------------------------------- | ---------------- |
| 1  | Ge ziet eruit als een hoer                                            | 5 ottobre 2018   |
| 2  | Stap er op af, stel u voor, zeg hallo                                 | 12 ottobre 2018  |
| 3  | Wij zijn de grootste losers van't school                              | 19 ottobre 2018  |
| 4  | Zuig hem helemaal leeg                                                | 26 ottobre 2018  |
| 5  | Gij wordt geil van kleren en make-up?                                 | 2 novembre 2018  |
| 6  | Iedereen weet toch dat jongens over alles liegen                      | 9 novembre 2018  |
| 7  | Ge had nog geen haar op uw ballen toen ge in het derde middelbaar zat | 16 novembre 2018 |
| 8  | Moet ik het spellen? Het begint met een N en eindigt op EE            | 23 novembre 2018 |
| 9  | Ik snap gewoon niet meer wie ge zijt                                  | 30 novembre 2018 |
| 10 | Please. Zeg dit niet tegen Jens...                                    | 7 dicembre 2018  |
| 11 | Fuck, gij zijt sexy                                                   | 14 dicembre 2018 |
| 12 | Dat was gewoon kutadvies                                              | 21 dicembre 2018 |

### Seconda stagione
| Nº | Titolo originale                                             | Prima TV       |
| -- | ------------------------------------------------------------ | -------------- |
| 1  | Ze is helemaal obsessed met een foute gast.                  | 26 aprile 2019 |
| 2  | Ik heb precies een aflevering gemist.                        | 3 maggio 2019  |
| 3  | Gij hebt geen recht om pissed te zijn op mij!                | 10 maggio 2019 |
| 4  | Zoë Loockx, nu moet ge voorzichtig zijn.                     | 17 maggio 2019 |
| 5  | Stop met zo lekker te zijn.                                  | 24 maggio 2019 |
| 6  | Is hij wel goed genoeg voor u?                               | 31 maggio 2019 |
| 7  | Ik wil gewoon twee seconden alleen zijn.                     | 7 giugno 2019  |
| 8  | Iemand heeft last van examenstress.                          | 14 giugno 2019 |
| 9  | Het is alleen maar ingewikkeld als je het ingewikkeld maakt. | 21 giugno 2019 |
| 10 | Hij mag hier niet mee wegkomen.                              | 28 giugno 2019 |

### Terza stagione
| Nº | Titolo originale                       | Prima TV         |
| -- | -------------------------------------- | ---------------- |
| 1  | Gij zou u niet laten pijpen door haar? | 18 ottobre 2019  |
| 2  | Playing hard to get?                   | 25 ottobre 2019  |
| 3  | Wat heb ik te verliezen?               | 1º novembre 2019 |
| 4  | Ik twijfel een beetje                  | 8 novembre 2019  |
| 5  | Het ligt toch niet aan mij?            | 15 novembre 2019 |
| 6  | Het ging allemaal focking snel         | 22 novembre 2019 |
| 7  | Ik heb het verpest. Ik weet het        | 29 novembre 2019 |
| 8  | Zo rap ben je nog niet van me af       | 6 dicembre 2019  |
| 9  | Je bent gewoon zijn volgende obsessie  | 13 dicembre 2019 |
| 10 | Ander onderwerp. Oké?                  | 20 dicembre 2019 |

### Quarta stagione
| Nº | Titolo originale                    | Prima TV          |
| -- | ----------------------------------- | ----------------- |
| 1  | Focking kutvirus                    | 4 settembre 2020  |
| 2  | Die Moyo heeft wel iets             | 11 settembre 2020 |
| 3  | Nobody puts baby Kato in the corner | 18 settembre 2020 |
| 4  | Wat een schmett                     | 25 settembre 2020 |
| 5  | Get the fock out                    | 2 ottobre 2020    |
| 6  | Ze zijn er echt over gegaan         | 9 ottobre 2020    |
| 7  | Alles voor de liefde                | 16 ottobre 2020   |
| 8  | Niemand luistert echt naar mij      | 23 ottobre 2020   |
| 9  | Ik denk niet dat dat zo slim is     | 30 ottobre 2020   |
| 10 | Sommige shit veroorzaakt ge zelf    | 6 novembre 2020   |

### Quinta stagione
| Nº | Titolo originale | Prima TV       |
| -- | ---------------- | -------------- |
| 1  | Aflevering 1     | 23 aprile 2021 |
| 2  | Aflevering 2     | 30 aprile 2021 |
| 3  | Aflevering 3     | 7 maggio 2021  |
| 4  | Aflevering 4     | 14 maggio 2021 |
| 5  | Aflevering 5     | 21 maggio 2021 |
| 6  | Aflevering 6     | 28 maggio 2021 |
| 7  | Aflevering 7     | 4 giugno 2021  |
| 8  | Aflevering 8     | 11 giugno 2021 |
| 9  | Aflevering 9     | 18 giugno 2021 |
| 10 | Aflevering 10    | 25 giugno 2021 |

### Sesta stagione
| Nº | Titolo originale   | Prima TV       |
| -- | ------------------ | -------------- |
| 1  | Aflevering Week 1  | 28 aprile 2023 |
| 2  | Aflevering Week 2  | 5 maggio 2023  |
| 3  | Aflevering Week 3  | 12 maggio 2023 |
| 4  | Aflevering Week 4  | 19 maggio 2023 |
| 5  | Aflevering Week 5  | 26 maggio 2023 |
| 6  | Aflevering Week 6  | 2 giugno 2023  |
| 7  | Aflevering Week 7  | 9 giugno 2023  |
| 8  | Aflevering Week 8  | 16 giugno 2023 |
| 9  | Aflevering Week 9  | 23 giugno 2023 |
| 10 | Aflevering Week 10 | 30 giugno 2023 |

### Settima stagione
| Nº | Titolo originale   | Prima TV         |
| -- | ------------------ | ---------------- |
| 1  | Aflevering Week 1  | 20 ottobre 2023  |
| 2  | Aflevering Week 2  | 27 ottobre 2023  |
| 3  | Aflevering Week 3  | 3 novembre 2023  |
| 4  | Aflevering Week 4  | 10 novembre 2023 |
| 5  | Aflevering Week 5  | 17 novembre 2023 |
| 6  | Aflevering Week 6  | 24 novembre 2023 |
| 7  | Aflevering Week 7  | 1º dicembre 2023 |
| 8  | Aflevering Week 8  | 8 dicembre 2023  |
| 9  | Aflevering Week 9  | 15 dicembre 2023 |
| 10 | Aflevering Week 10 | 22 dicembre 2023 |

### Ottava stagione
| Nº | Titolo originale   | Prima TV       |
| -- | ------------------ | -------------- |
| 1  | Aflevering Week 1  | 17 maggio 2024 |
| 2  | Aflevering Week 2  | 24 maggio 2024 |
| 3  | Aflevering Week 3  | 31 maggio 2024 |
| 4  | Aflevering Week 4  | 7 giugno 2024  |
| 5  | Aflevering Week 5  | 14 giugno 2024 |
| 6  | Aflevering Week 6  | 21 giugno 2024 |
| 7  | Aflevering Week 7  | 28 giugno 2024 |
| 8  | Aflevering Week 8  | 5 luglio 2024  |
| 9  | Aflevering Week 9  | 12 luglio 2024 |
| 10 | Aflevering Week 10 | 12 luglio 2024 |

## Playlist
- Ed Sheeran - Happier
- Imogen Heap - Hide and Seek
- Troye Sivan ft. Ariana Grande - Dance To This
- Jax Jones ft. Raye - You Don't Know Me
- Calvin Harris ft. Dua Lipa - One Kiss
- G-Eazy ft. Halsey - Him & I
- Ariana Grande - Into You
- 5 Seconds of Summer - Youngblood
- Bebe Rexha - I'm A Mess
- 5 Seconds of Summer - Youngblood
- Selena Gomez - Bad Liar
- Martin Garrix ft. Troye Sivan - There For You
- Ariana Grande - Focus
- Zedd - Happy Now
- Halsey - Now Or Never
- Michael Jackson - Thriller
- Ed Sheeran - Shape Of You